# ジュラシック・パークIII
『ジュラシック・パークIII』（Jurassic Park III）は、2001年に公開されたアメリカ映画。『ジュラシック・パーク』『ロスト・ワールド/ジュラシック・パーク』に続くシリーズ第3作である。ユニバーサル映画提供作品。

## 概要
人気シリーズ第3作。シリーズの前2作が「マイケル・クライトンによるSF小説の映画化」という形をとっていたのに対し、この作品では基本的に映画独自のストーリーが展開されている。監督は前2作のスティーヴン・スピルバーグからジョー・ジョンストンに交代し、スピルバーグは製作総指揮に回った。
タイトルのロゴマークはスピノサウルスに変わった。原点回帰をテーマにしており、背景には「生命倫理や生命の進化・歴史」、人間が「神の真似事」をすることへの批判精神等は、原作及び1作目から引き続き受け継がれている。また、スピルバーグの作品でよく指摘される「親子関係」も1作目とは異なる形で見られる。
主人公は再びアラン・グラント博士となった。演じるサム・ニールは同じ役を再び演じるのはこれが初めてだったが、思い入れの強い役であることや、ファンからも再登板を望む声が多かったことからオファーを快諾した。
日本での配給会社であったユナイテッド・インターナショナル・ピクチャーズ日本法人が約6年半後の2007年12月に解散したため、本作が最後の配給となった。次回作『ジュラシック・ワールド』以降は東宝東和が配給することとなった。

## ストーリー
恐竜達を生み出してきたサイトBことイスラ・ソルナ島はジョン・ハモンドの尽力により、恐竜の自然管理保護区域に指定されると同時に人間の立ち入りが禁止となっていた。その島の付近をパラグライダー体験を行う1隻のボートの姿があった。
ジュラシック・パーク事件から注目を浴びているアラン・グラント博士であったが、相変わらず本業である化石発掘は資金難に陥っていた。ある後援会でジュラシックパークの恐竜について質問されたグラントだったが、彼にとって8年前の体験は忌まわしい恐怖の記憶であり、そもそも件の島の「恐竜」たちは、あくまで恐竜の血を吸った後に琥珀に閉じ込められた蚊から抽出されたDNAと、両生類などの現生の他種の生物達のDNAを融合させて人為的に生み出された「キメラ生物」に過ぎず、決して恐竜そのものではないと断言した。その後、モンタナ州で発掘中に"カービー・エンタープライズ"の社長を名乗るポール・カービーとその妻のアマンダと出会い、そこで彼らから2人の結婚記念日に恐竜を空から見たいので、イスラ・ソルナ島の上空を回るツアーのガイドして欲しいと依頼される。当初は恐竜達のいる島へは二度と行かないと頑なに拒否していたが、島には絶対に着陸しないことと望むがままの報酬を与えるという条件に心が動き、助手のビリーと共に同行することに決める。飛行機の中にはカービー夫妻と共にポールの部下のユデスキー、ナッシュ、クーパーが同乗していた。何事もなく島に辿り着いたところでグラントはガイドを始めるも、全員彼のガイドは聞かずに着陸のスタンバイを始める。当初の話と違うことに戸惑いを覚えた彼はポールを問い詰めるも後ろからクーパーに殴られて気絶、その間に着陸されてしまう。アマンダを筆頭に単独行動を始めたメンバー達にすぐに飛行機に戻るよう指示するも、既に遅かった。巨大な肉食恐竜の咆哮が響き渡り、以前の事件からティラノサウルスのものかと思われたその声はグラントが知る恐竜の咆哮音ではなく、ティラノサウルスよりもさらに巨大で危険な肉食恐竜・スピノサウルスの存在を知ることになる。
スピノサウルスの襲撃に遭い離陸は失敗した上、クーパー・ナッシュと次々に仲間が食い殺されていく。スピノサウルスから必死で逃げる一行だが、今度は前方からティラノサウルスに遭遇してしまう。幸か不幸か、対峙した2頭の巨大肉食恐竜同士は死闘を始め、その間にどうにか逃げる事が出来た。闘いはティラノサウルスの先制攻撃の噛み付きを凌いだスピノサウルスが、体格差と大きな腕を利用してティラノサウルスの首をへし折って勝利を収める。一先ず安心したところでグラントはポールを殴りつけて事の真相を白状させた。カービー夫妻の本当の目的は結婚記念日のレクリエーションではなく、一人息子のエリックを救出することであった。2ヶ月前にイスラ・ソルナ島付近でアマンダの友人とパラグライダー中に行方不明になったという。しかも2人は一昨年離婚しており、アメリカ大使館やコスタリカ政府にエリックの救出を要請するも飛行・上陸は禁止されているとの事で埒が明かず、やむ無く自分たちで島に直接出向くことにしたと白状する。そこで、恐竜の島に世界で1番詳しいであろうグラントを呼び出したのである。しかし、グラントが8年前の事件で訪れたのは「サイトA」にあたるイスラ・ヌブラル島であり、「サイトB」のイスラ・ソルナ島へは一度も足を踏み入れたことなどなかった。2人の無責任で身勝手な行動、更には約束の報酬すら実際は支払われる望みがない事が分かり、完全に呆れ果てたグラントとビリーは島からの脱出の準備を始める。カービー夫妻はエリックを見つけ出すまで島を出る気はないと拒否するが、グラント博士から恐竜を甘く見るなと警告を受ける。
荷物をまとめて出発してから数時間後。パラグライダーが墜落した跡を発見して、アマンダは泣き崩れる。ポールがそれを慰めるのだが、ここで予想だにしなかった緊急事態が起きてしまう。墜落場所のすぐ傍にあったのは巣営地。しかも、1つや2つどころではない夥しい卵の数々。見覚えのあるその姿にグラントは戦慄する。これはヴェロキラプトルの卵だ。完全管理されていた8年前のサイトAとは違い、サイトBのヴェロキラプトル達は自然繁殖していたのである。危険な記憶が鮮明に蘇ったグラントはすぐにここから離れるよう指示する。
歩いて数時間で巨大な廃墟に辿り着く。そこはまさにハモンドのジュラシック・パーク計画の中枢とも言える、恐竜生成工場の跡地だった。そこで一行はヴェロキラプトルの襲撃を受け命からがら逃げ出すが、ユデスキーがヴェロキラプトルに捕まり殺されてしまう。一行と逸れたグラントもヴェロキラプトルの群れに囲まれて絶体絶命のピンチかと思いきや、何者かがガス手榴弾を放り投げてヴェロキラプトル達をひるませグラントを救う。彼を救ったのはエリックだった。エリックは乗り捨てられたトラックの荷台に身を隠しながら生き延びており、採取したティラノサウルスの尿を利用してヴェロキラプトルなどの小型肉食恐竜を寄せ付けなかったと語る。夜が明けて離れ離れになっていた一行は合流したが、家族の再会を喜ぶ時間もなく再びスピノサウルスに襲撃される。命からがら逃げ出したのも束の間、ビリーの様子がおかしいことを問い詰めたグラントは、ビリーの鞄の中からヴェロキラプトルの卵が出てきたことに困惑する。そして、ヴェロキラプトルが自分達を襲撃してきた理由が闇雲ではなく、盗まれた卵を取り戻す為であったと知る。ビリーもグラントと同じく研究の資金難に陥っており、卵をインジェン社に売りつけることで更なる研究費用を得ようと画策していたのである。完全にビリーに失望したグラントは卵を放棄しようとした。だが、またヴェロキラプトルが襲ってくる可能性を考えてまだ持つことにする。
かつてインジェン社が使ったものと思しきボートが川に係留されているのを確認し、ボートの元へと霧に包まれた廃墟を進む一行。だが、グラントは廃墟の作りとその作りに適した生物が頭を過り戦慄した。そんな暇も与えられず、一行は霧の中から現れた翼竜プテラノドンの群れの襲撃を受け、巣へと連れ去られたエリックを救うためにビリーが犠牲となってしまう。そこはプテラノドン専用の巨大な鳥籠状の檻だったのである。
グラントは、ビリーを叱責したことを後悔する。海岸を目指すべくボートを駆り出してしばらくして、またしても一行は川の中から現れたスピノサウルスの襲撃に遭う。ボートが破壊され沈没する中、グラントはポールが持参していた衛星電話を使って、かつての相棒で元恋人のエリーに辛くも電話をかけ、サイトBにいることを告げる。1人ボートから脱出に成功したポールは自ら囮りになりスピノサウルスをおびき寄せる。その最中にグラントが撃った閃光弾とボートのガソリンが引火し、スピノサウルスの撃退に成功する。
休憩した一行は海の波音を聞きつけ海岸へと足を急がせるも、そこにはヴェロキラプトルの群れが一行を待ち伏せしていた。卵を彼らの元へ返せば助かるかもしれないと考えたグラントは、アマンダに卵を差し出させ、その隙にかつてビリーがヴェロキラプトルの発声器官の化石で作った笛を吹く。するとヴェロキラプトル達は何かに答えるかのような反応を見せて卵を咥えて去って行った。ほどなくヘリコプターのローターらしき音が聞こえてきた。その音の先に現れたのは、グラントとの通話から事情を察したエリーが夫の伝で救出のために呼び寄せたアメリカ海兵隊であった。
ヘリに乗り込むと、そこには死亡したと思われていたビリーが重傷を負いながらも先に救出されていた。グラントはビリーとの再会を喜び、同時にカービー一家にも絆が戻った。そして、ヘリで帰路に着いた彼らのすぐ横を檻から脱走したプテラノドン達が新しい世界を求めて滑空していった。

## キャスト

### 主要人物
アラン・グラント
演 - サム・ニール、日本語吹替 - 小川真司
古生物学者。8年前のジュラシック･パーク事件の当事者の一人。カービー夫妻の依頼でサイトBを訪れ、8年前以上の危険な冒険に巻き込まれることになる。
ヌブラル島の事件によって注目を浴びているものの、化石の発掘費に困窮している。今なおジュラシック・パークについては評価しておらず、「天変地異が起ころうとも二度と恐竜の島へは行かない」と断言していた。だが、ポールが提示した報酬額につられて、絶対に着陸しないという条件で、ソルナ島上空のフライトへ同行する。中々事実を話さないカービー夫妻を嫌っていたが、冒険を通して絆を深めていく。
ジュラシック・パーク事件と前後して恐竜に対する考えが変わっているらしく、著書の内容も変化したという。本人曰く「事件前は私も恐竜が好きだったが、喰われかける前と後では違う」。インジェン社の行動を「神の真似事」と評し嫌悪している。また、子供嫌いも治ったらしくエリーの息子に「恐竜おじさん」と慕われている。
1作目で吹き替えを担当していた富山敬が他界したため、本作では代わって小川真司が担当となった。ちなみに小川は本作以外にも複数作でサム・ニールの吹き替えた経験があり、シリーズにおいても前作『ロスト・ワールド』の冒頭でリゾート中幼い娘をコンプソグナトスに襲われる富裕一家の父親役で出演している。
エリック・カービー
演 - トレヴァー・モーガン、日本語吹替 - 北尾亘
カービー夫妻の息子。2ヶ月前、サイトB付近でパラセールを行って母親の恋人ベンと共に消息不明になる。
インジェン社が遺した施設と非常食料を頼りに、一人で2ヶ月もの間生き残っていた。ラプトル達にガス手榴弾を用いてアランを救ったり、小型の肉食竜除けとしてT-レックスの排泄液を回収するなど、逞しい活躍を見せる。それが性格の表れとして出ているのか、アランから2ヶ月も恐竜の島でよく生き残ったと称賛されたときは、たった2ヶ月しか経っていなかったと落胆していた。マルコム博士の著作は好きでは無いらしく（エリック曰く「理屈っぽい」）アランと気が合う。物語中盤で両親と再会するも、プテラノドンの襲撃に遭う。巣へと連れ去られ雛の餌にされそうになるも、ビリーに救われた。スピノサウルスの襲撃からも逃れ、アラン、両親と共に生還した。
ポール・カービー
演 - ウィリアム・H・メイシー、日本語吹替 - 納谷六朗
カービー・エンタープライズの社長と名乗る男性。本人曰く冒険家で、アランに結婚記念日のサプライズとしてサイトBのガイドを依頼する。
正体は小さなタイル塗装屋の経営者。冒険家というのも嘘で実際はK2の標高すら知らない。行方不明になった息子の捜索を警察・大使館に拒否されており、自力で探すために、アラン達を騙して小型飛行機で島を訪れる。しかもアランがサイトBに来たことがあると勘違いしていた。離婚前はアマンダとの口論が絶えなかったが、物語の進行に伴い家族の絆を取り戻し、家族を守る為に自ら囮となってスピノサウルスを引き付ける等、勇敢な一面も見せた。軍隊に救助され生還した。
日本語吹き替えの納谷六朗は、第1作『ジュラシックパーク』のジェナーロ弁護士役、第2作『ロストワールド/ジュラシックパーク』のエディ・カー役に続き、シリーズ3作連続で主要登場人物の声の出演を果たした。
アマンダ・カービー
演 - ティア・レオーニ、日本語吹替 - 渡辺美佐
ポールの離婚した元妻。ポールと共に、アランにサイトBのガイドを依頼する。息子を捜したい一心で、島で大声を何度も出すため、その度にアランに注意される。ポールとは離婚しているが、エリックを救助する為に協力しサイトBに同行する。物語の中でポールとも絆を取り戻し生還した。
ビリー・ブレナン
演 - アレッサンドロ・ニヴォラ、日本語吹替 - 内田夕夜
アランの助手。アランたちと共にサイトBを訪れる。
パラグライダーが得意で、かつて命を救われた古いバッグを「お守り」として大事に持っている。最終的にその「お守り」が、アラン達を救うことになる。
善良で自分を犠牲にしてでも周囲を助ける好青年だが、善悪の区別が完璧とは言えないところがあり、研究に対しては見境がなく、研究のためと称してラプトルの卵を勝手に回収し、一行を危険に晒してしまう。また、その事がアランに知られたときは「ここ（サイトB）を造った連中と何ら変わらない」と糾弾された。
物語中盤、パラグライダーを用いてエリックを救出するためにプテラノドンの群れの中に飛び込み彼を救った。自らはプテラノドンに襲われながら滝の中に姿を消すが、大怪我を負いながらも生存しており、アラン達より先に救出されていた。アランと再会した際に彼の大切な帽子を返している。

### カービー夫妻に雇われた人物
ユデスキー
演 - マイケル・ジェッター、日本語吹替 - 佐々木敏
サイトBに行くために、カービー夫妻が雇った男性。飛行機の操縦を担当する。銃は持っているが戦闘は専門外。正体は広告代理店の営業マンであり、本当の銃撃のプロが病気になったのでその代理として参加した。
卵を取り返しに来たヴェロキラプトルに重傷を負わされ、他の生存者をおびき出すための罠として利用される。しかし、グラントたちがラプトルの作戦を見破り助けに来なかったため、ラプトルに用済みとして殺害された。木の枝を使ってラプトルに立ち向かう場面があったが、映画では省略されている。
サイトBに詳しい者を同行させるようカービー夫妻に指示したため、間接的にアランを島に呼んだ人物。
M.B.ナッシュ
演 - ブルース・ヤング、日本語吹替 - 辻親八
サイトBに行くために、カービー夫妻が雇った黒人男性。飛行機の操縦を担当する。スピノサウルスの襲撃に遭い即座に島を出ることを決断。逃げ遅れたクーパーを置き去りにして飛行機を離陸させようとしたが、飛行機がスピノサウルスと衝突した為に大破。ポールの衛星電話で救助を要請している最中、スピノサウルスの襲撃を受けて衛星電話を所持したまま捕食される。その後、彼が所持していた衛星電話は、スピノサウルスの排泄物の中から見つかった。
身に着けているドッグタグから、元・米軍の上級曹長だったことがわかる。
クーパー
演 - ジョン・ディール、日本語吹替 - 落合弘治
サイトBに行くために、カービー夫妻が雇った男性。職業は傭兵。
飛行機で騒動があったときにアランを殴って気絶させる。最初に着陸した際、スピノサウルスの襲撃を受け、密林の中で応戦するが一人逃げ遅れてしまう。銃の腕もスピノサウルスには通用せず、離陸しようとする飛行機の前に立ちふさがって必死に助けを求めたが、追ってきたスピノサウルスに捕食され最初の犠牲者となった。結果的にスピノサウルスを飛行機の進路上に誘導してしまい、飛行機はスピノサウルスと衝突。そのために飛行機が大破し、以後アラン達が島から脱出できなくなる原因となった。

### デグラー家
エリー・デグラー（旧姓：サトラー）
演 - ローラ・ダーン、日本語吹替 - 安藤麻吹
アランのかつての恋人。古植物学者で、8年前のジュラシック･パーク事件の当事者の一人。現在でもアランとの友情は続いているが、外交官のマーク・デグラーと結婚しており、チャーリーと言う3歳の息子と女の子の赤ちゃんの2人の子供がいる。
一行がスピノサウルスに襲われている真っ最中、アランからの電話を聞き、これが最終的にアラン達を救うことになる。
吹き替え版では前作と異なり、何故かアランを「先生」と呼んでいる。
マーク・デグラー
演 - テイラー・ニコルズ、日本語吹替 - 桐本琢也
エリーの夫。国務省に勤務している。
チャーリー・デグラー
演 - ブレイク・マイケル・ブライアン、日本語吹替 - こおろぎさとみ
エリーとマークの息子。赤ちゃんの妹がいる。

### その他
ベン・ヒルデブランド
演 - マーク・ハレリック、日本語吹替 - 内田直哉
2ヶ月前、エリックと共にサイトB付近のパラセーリングをした男性。アマンダの新しい恋人。
エリックと共にパラセールを行っている際に船の操縦員が消えてしまった為、やむを得ず島へ降下する。木に引っかかったところまでは、ビデオカメラの映像で生存が確認されていた。木からぶら下がったまま死亡し、ミイラのような遺体となって発見された。未公開シーンでは降りる前にラプトルの襲撃に遭い死亡したことが明かされた。
エンリケ・カルドソ
演 - ジュリオ・オスカー・メチョソ、日本語吹替 - 楠見尚己
違法のパラセーリングを行う「Dino-Soar」と言う会社のオーナー。船の操縦も行う。
序盤でエリック達をパラセーリングさせている途中、船の上から姿を消す。最後まで船から消えた理由は明かされなかったが、水中の移動が可能なスピノサウルスに襲われたという説と霧の中でプテラノドンに捕獲され、巣で雛の餌にされたという説がある（ボートの帆に上から穴が開けられていたことと、エリックがプテラノドンの巣に運ばれた際に人骨が転がっていたことから）。
シェリル・ローガン
演 - サラ・ダニエル・マディソン、日本語吹替 - 朴璐美
大学生で、アランの教え子の1人。フォート・ペック・レイク発掘場でビリーと共に発掘の手伝いをし、ビリーに教えてもらっていた。
ハンナ
演 - リンダ・パーク
エリーの秘書。
その他日本語吹替（沢海陽子、滝沢ロコ、湯屋敦子、宗矢樹頼）

## 登場する恐竜・翼竜
以下のリストには映像として現れる恐竜・翼竜だけでなく、台詞・表示などで存在のみが確認できる恐竜・翼竜も含めた。
また、劇中で種小名が出ているものは属名と中黒（・）で繋ぎそれも記した。原則として劇中での登場順に並べてある。
- トリケラトプス Triceratops
- コリトサウルス Corythosaurus
- ステゴサウルス Stegosaurus
- パラサウロロフス Parasaurolophus
- ブラキオサウルス Brachiosaurus
- スピノサウルス・エジプティアクス Spinosaurus aegyptiacus
- ティラノサウルス・レックス Tyrannosaurus rex
- スコミムス Suchomimus ※映像には現れない。
- バリオニクス Baryonyx ※映像には現れない。何れも会話の中に於いて登場。
- ヴェロキラプトル Velociraptor
- コンプソグナトゥス Compsognathus ※前作では、トリアシクスという架空の種名で登場している。
- アンキロサウルス Ankylosaurus
- プテラノドン Pteranodon
- ケラトサウルス Ceratosaurus

### その他
- 大型獣脚類スピノサウルスが新たに登場。前作までの「王」であるティラノサウルスを凌駕する戦闘力をもつとされ、両者の格闘が描かれる。但し、本物のスピノサウルスが劇中のような生態だったのかは疑問視されている[6]。後に、制作に携わったジョン・ホーナー、スピノサウルス研究で有名なニザール・イブラヒム、ポール・セレノは「最大の肉食恐竜であることがスピノサウルスを目玉恐竜として選ぶ理由になった」「映画公開時のスピノサウルスの知見と近年の知見が異なっているので、実際には映画のような描写にはならなかっただろう」「大型の捕食者は互いに避けようとしていた可能性が高く、スピノサウルスが上陸しても他の大型獣脚類などとの戦いは起こらなかったかもしれない」「戦いが発生するとしたら、最初に強力な噛みつきが決まった方が勝利するだろう」と述べている[7][8]。因みに、本作の個体には性別の設定が無く雌雄は不明である。また、2015年に公開されたシリーズ第4作『ジュラシック・ワールド』により、映画やシリーズファンの間では、本作のスピノサウルスがハイブリッド恐竜第1号のインドミナス・レックスのプロトタイプであり、ティラノサウルスをベースとしたハイブリッド恐竜第0号ではないかという考察が行われており、この説によってホーナー氏やセレノ氏のような疑問点・矛盾点も解消できるのではないかとも言われている[独自研究?]。
- ヴェロキラプトルの化石から羽毛状の痕跡が発見されたため、今作のヴェロキラプトルでは頭に毛が生えているという変化が見られる。また、今作のラプトルでは雌雄の性差もカラーリングやデザインによって表現されている。
- ジュラシック・パークの創設者であるジョン・ハモンド（リチャード・アッテンボロー）を再登場させる予定だったが、実現しなかった。その代わり、アランの台詞にハモンドの名が登場している。

## 舞台となった島
前作同様、舞台となったのはイスラ・ソルナ島（Isla Sorna）だが、前作とは違う方向に着陸しているため、前作と同じ場所が登場する場面はない。国連とコスタリカ政府によって保護され、立ち入り禁止区域となっている。一部の施設は放置されたまま今も残っており、インジェン社が密かに研究・生成していた恐竜がいたことが明らかになっている。スピノサウルスもその中の一つ。なお、5作目『ジュラシック・ワールド/炎の王国』のクレア・ディアリングが設立した恐竜保護グループ「Dinosaur Protection Group」による報告によると、マスラニ・グローバル社が「ジュラシック・ワールド」のパークをイスラ・ヌブラル島に建設する前にイスラ・ソルナ島にいる恐竜を全てイスラ・ヌブラル島に移した為、イスラ・ソルナ島には恐竜は残っていないとされ、更にイスラ・ヌブラル島に移送された恐竜のうち、特に大型獣脚類はイスラ・ヌブラル島の「女王」である一頭のティラノサウルス・レックス（第一作及び『ジュラシック・ワールド』『炎の王国』に登場する個体で、シリーズファンの通称「レクシィ」）と生息域がバッティングするなどの事態が起こり、いくつかの種が「再絶滅」する結果に陥っている。『ジュラシック・ワールド』以降の作品に全く登場しないばかりか、存在自体が語られない事もあり、本作のスピノサウルスも、移送前に何らかの理由で死亡したのでなければ、決して例外ではなかった可能性もある。なお、『ジュラシック・ワールド』終盤で「レクシィ」が登場する際に破壊するスピノサウルスの骨格標本は、本作の個体とは明確な違いが見られる。

## 登場する施設及びメカニック
インジェン・コンパウンド
サイトBにある恐竜の生成と育生を目的に建てられた総合施設の研究所。ハリケーンの後施設は放置され、アラン達が訪れた時、廃墟となって残っていた。
前作のサンディエゴ事件の後、アメリカ下院でジーンガード法（Gene Guard Act）と言うインジェンリストに載ってない他の種の恐竜のクローニングと消滅を禁止する法案が可決され、マスラニ・グローバル社がインジェン社を買収した後、マスラニの下でインジェン社の一部の遺伝子学者のメンバーが放置されたこの研究施設に送られ、秘密裏でコリトサウルス、アンキロサウルス、スピノサウルス、ケラトサウルスが違法なクローニングで造られたと言う。
なお、前作に登場したインジェン社の従業員が暮らしていたワーカー・ビレッジと言う廃墟の集落とは別である。
飛行場
イスラ・ソルナ島の北西部にあるサイトBの飛行場。滑走路が一本あるだけの小さな空港だった。サイトBにやって来たグランド達が乗る小型飛行機はここに着陸した。
鳥小屋
翼竜のプテラノドンを収容していた巨大な鳥小屋。プテラノドンを育てて、イスラ・ヌブラル島にある「ジュラシック・パーク」の鳥小屋に運ぶ為に建設された。グラント達が訪れた時は廃墟になっていた。
N622DC
ポール・カービーがチャーターした小型飛行機。サイトBで行方不明となったエリックを探すために、イスラ・ソルナ島に行くためにグランド達を乗せた。サイトBの飛行場に着陸した後、スピノサウルスに襲われ大破した。
供給トラック
イスラ・ソルナ島で1人で生活していたエリックが住処にしていたジャングルに放置されたトラック。エリックがグラントと出会うまで、荷台の供給の中で生活していた。
小型ボート
グランド達がプテラノドンの鳥小屋から出て川を下る為に乗ったオンボロなボート。
アインホルン20mm無反動ライフル
クーパーが使用する巨大な対物ライフル。銃の基本モデルは50口径（12.7mm）のM82A2で、細部に改造がなされている。序盤の試射で小型飛行機を一撃で爆砕する威力を見せるが、島に上陸してからは撃つ前にクーパーが死亡するため一切使用されない。
AAVP7A1
グランド達の救出の為、イスラ・ソルナ島に上陸したアメリカ海兵隊の水陸両用の装甲兵員輸送車。
SH-60 シーホーク
グランド達の救出の為、イスラ・ソルナ島に来たアメリカ軍のヘリコプター。
1987年型フォードF-250
モンタナのフォート・ペック・レイク発掘場にグランドが乗って来たピックアップトラック。ドアにモンタナ州立大学ロッキーズ博物館の「MUSEUM of the ROCKES DEPT of PALEONTOLOGY」のロゴマークがある。

## スタッフ
- 監督：ジョー・ジョンストン
- 製作：キャスリーン・ケネディ、ラリー・J・フランコ
- 製作総指揮：スティーヴン・スピルバーグ
- 原作：マイケル・クライトン
- 原案：スティーヴン・スピルバーグ
- キャラクター原案：マイケル・クライトン
- 脚本：ピーター・バックマン、アレクサンダー・ペイン、ジム・テイラー
- VFX：ILM
- アニマトロニクス：スタン・ウィンストン
- 撮影：シェリー・ジョンソン
- 編集：ロバート・ダルヴァ
- 音楽：ドン・デイヴィス
- テーマ音楽：ジョン・ウィリアムズ

日本語吹替版スタッフ
- 演出：佐藤敏夫
- 翻訳：木原たけし
- 調整：高久孝雄
- 制作：東北新社

## 削除されたシーン
- グラントとエリーが別れる際のもう一つの長いシーン。グラントとエリーがヴェロキラプトルのコミュニケーション理論で議論している時、エリーが飼っているダイニングルームのジャックと言う名前のオウムが「Bullshit!（うそつけ!）」と応答するシーン。
- ユデスキーがヴェロキラプトルにやられる前に木の棒を拾って、ヴェロキラプトル相手に勇敢に立ち向かっているシーン。
- アメリカ軍が救助しに来た時、ポールとアマンダの抱き合って再燃シーン。
- ベン・ヒルデブランドがヴェロキラプトルに攻撃され死に、エリックが逃げ、ヴェロキラプトルが暗いジャングルへ競争する様に戻るシーン。
- エリックが研究所のインジェン・コンパウンドに行くシーン。
- グラント達がボートで川を下る時、川辺にアンキロサウルスがいるシーン。

## ノベライズ
2001年から2002年にスコット・シエンシンにより書かれた、3部作からなるジュラシック・パークの冒険小説『Jurassic Park Adventures』シリーズが発売された。
- 『Jurassic Park Adventures: Survivor』 - エリック・カービーがグラントと出会う前の2ヶ月間、1人でイスラ・ソルナ島で過ごした物語。
- 『Jurassic Park Adventures: Prey』 - ジュラシック・パークIIIの後を描いた作品で、18歳のサイモン・タニーを先頭としたティーンエイジャーのグループが有名になろうと、イスラ・ソルナ島に映画撮影しに行って消息不明となり、グラントとエリックの2人が彼らを見つける為に再びイスラ・ソルナ島に行く物語。
- 『Jurassic Park Adventures: Flyers』 - 同じくジュラシック・パークIIIの後を描いた作品で、映画の最後に登場したプテラノドンがフロリダ州ユニバーサル・オーランド・リゾートに現れる物語。

## ゲーム
- アーケードゲーム
映画版に基づいたガンシューティングゲームが、コナミから2001年に登場した。物語はアラン・グラント博士からの無線による要望により、イスラ・ソルナ島に墜落した飛行機の生存者を探して救出するため、アメリカ陸軍のレンジャー隊の2人がイスラ・ソルナ島に派遣され、恐竜を打ち倒してステージを進んでいくという内容のゲームになっている。
- Jurassic Park III: Dino Defender
恐竜捕獲のために雇われたバイオメカニカル・スーツを着た主人公を操りステージを進んでいく、横スクロール型のアクションゲーム。Microsoft Windowsにて発売。
- Jurassic Park III: Danger Zone!
PCで発売されたビデオボードゲーム
- ジュラシックパークIII・恐竜にあいにいこう
コナミからゲームボーイアドバンスで発売された経営シミュレーションゲーム。
- ジュラシックパークIII アドバンスドアクション
コナミからゲームボーイアドバンスで発売されたアクションアドベンチャーゲーム。
- ジュラシックパークIII 失われた遺伝子
コナミコンピュータエンタテインメントハワイが開発。ゲームボーイアドバンスで発売されたアクションアドベンチャーゲーム。
- 経営シミュレーション ジュラシック・パーク
コナミからPlayStation 2にて発売された経営シミュレーションゲーム。
- Jurassic Park: Survival
映画公開により、2001年11月14日にヴィヴェンディとコナミから発売予定されていたPlayStation 2とXbox用のサードパーソンシューティングタイプのアクションアドベンチャーゲーム。かつて恐竜が飼育されていた謎の秘密の第3の島イスラ・ソルナ島を舞台に、プレイヤーは島に派遣された調査隊のセキュリティーチームの研究者デイビッド・ヴォーンとなって、恐竜や恐竜の遺伝子を狙う謎の企業の武装組織と戦いながらステージを進めていく内容のゲームで、ゲーム内容のデモ映像も公開されるなど、ゲームの完成近くだったが、開発元のSavage Entertainmentと発売元のヴィヴェンディとの間で起きた予算の対立トラブルから発売はキャンセルされ、発売されなかった。

## フィギュア
公開当時、海洋堂が製作したフィギュアが「ジュラシック・パークIIIキャンペーン」としてローソン限定でコカ・コーラ社製品のペットボトルにおまけとして付された。
- スピノサウルス
- ティラノサウルス
- ヴェロキラプトル
- プテラノドン
- トリケラトプス
- パキケファロサウルス
- ブラキオサウルス
- パラサウロロフス
- コンプソグナトゥス
- ステゴサウルス

## テレビ放映
| 回数 | 放送局     | 番組名               | 放送日        | 放送時間      | 放送分数 | 視聴率 | 備考                       |
| ---- | ---------- | -------------------- | ------------- | ------------- | -------- | ------ | -------------------------- |
| 1    | テレビ朝日 | 日曜洋画劇場         | 2004年5月9日  | 21:23 - 23:14 | 111分    |        | 地上波初放送。20分繰り下げ |
| 2    | フジテレビ | プレミアムステージ   | 2006年3月11日 | 21:00 - 22:54 | 114分    |        |                            |
| 3    | 日本テレビ | 金曜ロードショー     | 2007年3月23日 | 21:03 - 22:54 | 111分    |        |                            |
| 4    | テレビ朝日 | 日曜洋画劇場         | 2008年8月3日  | 21:00 - 22:54 | 114分    |        |                            |
| 5    | テレビ東京 | 秋のシネマスペシャル | 2009年9月28日 | 19:00 - 20:54 | 114分    |        | 冒頭3分ダイジェスト        |
| 6    | TBSテレビ  | 水曜プレミアシネマ   | 2012年8月29日 | 21:00 - 22:54 | 114分    | 8.5%   |                            |
| 7    | 日本テレビ | 金曜ロードSHOW!      | 2018年7月6日  | 21:00 - 22:54 | 114分    | 9.7%   |                            |
| 8    | 日本テレビ | 金曜ロードショー     | 2022年6月10日 | 21:00 - 22:54 | 114分    | 8.1%   |                            |
| 9    | テレビ東京 | 午後のロードショー   | 2025年3月26日 | 13:40 - 15:40 | 120分    |        |                            |

## その他
- ポール・カービーを演じたウィリアム・H・メイシーはインタビューでアニマトロニクスのスピノサウルスは1000馬力モーターを持ち、毎時100マイル以上の速度で動き、重力の2倍の力で頭を回転させる事が出来ると語った。
- スピノサウルスはこれまで造られた最大のアニマトロニクスだった。重さ12トン、油圧で作動し、水に沈んでも動く様に造られている。
- 特殊効果チームは250ガロン（約946リットル）のオートミールを用意し、スピノサウルスの糞を作り上げた。
- グラントとカービー夫妻がバーで話し合うシーンの後ろでジュラシックパークのピンボールマシンがある。
- モンタナの発掘場でアラン・グラントが乗ってきたモンタナ州立大学ロッキーズ博物館のロゴステッカーが付いたピックアップトラックは、古生物学者ジャック・ホーナー所有のトラックである。ホーナーはモンタナ州立大学ロッキーズ博物館のキュレーターでもあり、映画におけるテクニカルアドバイザーを務め、グラントのモデルでもあるために、それに基づいてグラントが乗る車両として登場させている。
- 映画が制作される初期の段階ではスピノサウルスの代わりにバリオニクスを考えていたが、最終的にスピノサウルスとなった。
- 最初のスクリプトではビリー・ブレナンは死ぬことになっていたが、ビリー役のアレッサンドロ・ニヴォラがそれに抗議したため、ジョンストン監督はビリーを殺さずに最後まで生き残るように変更した。
- グラント役のサム・ニールはインタビューでプテラノドンとヴェロキラプトルが争うシーンがあると語ったが、最終的にそのシーンは間に合わず削除された。
- ブルース・ヤングが演じるM.B.ナッシュは映画でスピノサウルスに襲われ死んだが、当初はヴェロキラプトルに襲われ殺される事になっていた。また、ユデスキーも当初はスピノサウルスに襲われ死ぬ事となっており、ヴェロキラプトルに襲われるのはユデスキーに変更された。
- 映画の冒頭で古生物学者がエジプトでスピノサウルスの歯を発見することになっていたが、最終的にこのシーンは映画において重要ではないと判断し削除された。
- プテラノドンが救出しに来たヘリコプターを攻撃するシーンと、島に上陸したアメリカ軍がスピノサウルスを攻撃するシーンの2つのエンディングを考えていた。